# Eldorado (Mato Grosso do Sul)
Eldorado , amtlich Município de Eldorado , ist eine Stadt im brasilianischen Bundesstaat Mato Grosso do Sul in der Mesoregion Süd-West in der Mikroregion Iguatemi.

## Geografie

### Lage
Die Stadt liegt 441 km von der Hauptstadt des Bundesstaates (Campo Grande) und 1381 km von der Landeshauptstadt (Brasília) entfernt. Die Stadt grenzt an Mundo Novo, Iguatemi und Itaquirai an.

### Klima
In der Stadt herrscht subtropisches Klima(CFA). Die Stadt ist eine der 7 Gemeinden in Mato Grosso do Sul, die südlich vom Wendekreis des Steinbocks liegen.

### Gewässer
Die Stadt steht unter dem Einfluss des Río Paraguay und des Rio Paraná, die zum Flusssystem des Río de la Plata gehören.

### Vegetation
Das Gebiet ist ein Teil der Mata Atlântica (Atlantischer Regenwald).

### Verkehr
In der Stadt kreuzt sich die Bundesstraße BR-163 mit der Landesstraße MS-295.

### Durchschnittseinkommen und HDI
Das Durchschnittseinkommen lag 2011 bei 16.509 Real, der Index der menschlichen Entwicklung (HDI) bei 0,684.